# Petit Meurtre entre frères

Petit Meurtre entre frères (titre original en anglais : Guilt) est une mini-série télévisée policière écossaise diffusée sur BBC Scotland à partir du 24 octobre 2019 et sur BBC Two à partir du 30 octobre 2019. Elle est diffusée en France en août 2021 sur la plate-forme numérique d'Arte.

## Synopsis
À Édimbourg, deux frères, aux caractères très différents, tuent accidentellement une personne âgée. Ils dissimulent le crime, mais les proches du défunt commencent à douter de leur version des faits. Des tensions se font jour de toute part.

## Distribution
- Mark Bonnar (VF : Alexis Victor) : Max McCall
- Jamie Sives (VF : Jérémy Bardeau) : Jake McCall
- Ruth Bradley (VF : Myrtille Bakouche) : Angie Curtis
- Sian Brooke (VF : Nathalie Homs) : Claire McCall
- Emun Elliott (VF : Raphaël Cohen) : Kenny
- Gordon Brown (VF : Nicolas Dangoise) : Maurice
- Bill Paterson (VF : Philippe Catoire) : Roy Lynch
- Moyo Akandé (VF : Corinne Wellong) : Tina Hicks
- Noof McEwan (VF : Jean-Philippe Perthuis) : Cameron Lovat
- Ellie Haddington (VF : Catherine Cerda) : Sheila Gemmell
- Anneka Rose (VF : Laure Berend) : Nicola Bowman
- Gregor Firth : Archie
- David Burns : Jaffa
- Henry Pettigrew : Stevie Malone
- Sylas Szabolcs : Victor Kuqo
- Michael Nardone : Henry McKinnon
- Gordon Brown : Maurice
- Jayson Bunting : le conseiller juridique

## Épisodes
La série comporte 3 saisons de quatre épisodes de 60 min, sans titre.